# Personer i Sverige födda i Burundi
Till personer i Sverige födda i Burundi räknas personer som är folkbokförda i Sverige och som har sitt ursprung i Burundi. Enligt Statistiska centralbyrån fanns det 2017 i Sverige sammanlagt cirka 3 100 personer födda i Burundi.

## Historisk utveckling

### Födda i Burundi
| Personer i Sverige födda i Burundi 2000–2024 | Personer i Sverige födda i Burundi 2000–2024 | Personer i Sverige födda i Burundi 2000–2024 | Personer i Sverige födda i Burundi 2000–2024 | Personer i Sverige födda i Burundi 2000–2024 |
| --- | -------------------------------------------- | -------------------------------------------- | -------------------------------------------- | -------------------------------------------- |
| |                                              |                                              |                                              |                                              |
| År |                                              |                                              | Folkmängd                                    |                                              |
| 2000 | 2000                                         |                                              | 83                                           |                                              |
| 2001 | 2001                                         |                                              | 99                                           |                                              |
| 2002 | 2002                                         |                                              | 231                                          |                                              |
| 2003 | 2003                                         |                                              | 425                                          |                                              |
| 2004 | 2004                                         |                                              | 744                                          |                                              |
| 2005 | 2005                                         |                                              | 1 271                                        |                                              |
| 2006 | 2006                                         |                                              | 1 831                                        |                                              |
| 2007 | 2007                                         |                                              | 2 172                                        |                                              |
| 2008 | 2008                                         |                                              | 2 349                                        |                                              |
| 2009 | 2009                                         |                                              | 2 501                                        |                                              |
| 2010 | 2010                                         |                                              | 2 599                                        |                                              |
| 2011 | 2011                                         |                                              | 2 677                                        |                                              |
| 2012 | 2012                                         |                                              | 2 752                                        |                                              |
| 2013 | 2013                                         |                                              | 2 805                                        |                                              |
| 2014 | 2014                                         |                                              | 2 870                                        |                                              |
| 2015 | 2015                                         |                                              | 2 935                                        |                                              |
| 2016 | 2016                                         |                                              | 3 019                                        |                                              |
| 2017 | 2017                                         |                                              | 3 139                                        |                                              |
| 2018 | 2018                                         |                                              | 3 269                                        |                                              |
| 2019 | 2019                                         |                                              | 3 413                                        |                                              |
| 2020 | 2020                                         |                                              | 3 506                                        |                                              |
| 2021 | 2021                                         |                                              | 3 666                                        |                                              |
| 2022 | 2022                                         |                                              | 3 777                                        |                                              |
| 2023 | 2023                                         |                                              | 3 817                                        |                                              |
| 2024 | 2024                                         |                                              | 3 823                                        |                                              |
| Anm.: Befolkning den 31 december respektive år. Det finns för närvarande (2017) inte någon tillgänglig statistik över burundier i Sverige innan 2000 på statistiska centralbyråns hemsida. |                                              |                                              |                                              |                                              |